# Bătălia de la Schellenberg
Bătălia de la Schellenberg, cunoscută și cu numele de bătălia de la Donauwörth a avut loc pe 2 iulie 1704 în timpul războiului de succesiune spaniol. Bătălia a făcut parte din campania Ducelui de Marlborough pentru salvarea capitalei Austriei habsburgice, Viena, amenințată de armata franco-bavareză a regelui Ludovic al XIV-lea. Marlborough a început marșul său de 400 de kilometri de la Bedburg, lângă Köln pe 19 mai: după cinci săptămâni trupele sale s-au unit cu armata Margrafului de Baden, înainte de a continua pe Dunăre. În sudul Germaniei, sarcina aliaților era de a-l induce pe Maximilian al II-lea Emanuel, Elector de Bavaria să renunțe la loialitatea față de regele Franței și să se alăture Marii Alianțe. Dar pentru a forța problema, aliații trebuiau în primul rând să asigure un cap de pod fortificat, prin care aprovizionarea lor putea traversa râul în inima terenurilor Electorului de Bavaria. Pentru acest scop Marlborough a ales orașul Donauwörth.
Electorul de Bavaria și comandantul trupelor sale, mareșalul Marsin, cunoscând obiectivul aliaților, au trimis contelui de Arco o forță de 12000 de oameni din tabăra lor principală de la Dillingen, pentru a consolida și apăra înălțimile Schellenberg de deasupra orașului. Respingând ideea unui asediu prelungit, Marlborough a decis în favoarea unui atac imediat înainte ca poziția să devină de necucerit. După două încercări eșuate de a lua cu asalt baricadele, comandanții aliați, acționând la unison au reușit să-i copleșească pe apărători. Le-a luat doar două ore pentru a asigura capul de pod de peste râu, dar după victorie impulsul a fost pierdut din cauza indeciziei. Devastarea deliberată a Bavariei, nu l-au convins pe Electorul de Bavaria să-l părăsească pe regele Franței și să se alăture Marii Alianțe. Când mareșalul Tallard a sosit cu întăriri pentru a consolida trupele Electorului de Bavaria și Prințul Eugen de Savoia a sosit de pe Rin pentru a-i susține pe aliați, a avut loc întâlnirea decisivă în Bătălia de la Blenheim în 3 august 1704.

## Fundal
Bătălia de la Schellenberg a fost parte a campaniei din 1704 a Războiului Marii Alianțe, pentru a preveni cucerirea capitalei Austriei Habsburgice Viena, de către armata franco-bavareză a regelui Ludovic al XIV-lea. Campania a început în mod serios pe 19 mai când Ducele de Marlborough a început marșul său de 400 de kilometri de la Bedburg, lângă Köln, spre armata franco-bavareză a Electorului de Bavaria și a mareșalului Marsin care se afla lângă Dunăre. Marlborough i-a înșelat inițial pe comandanții francezi - mareșalul Villeroi din Țările de Jos Spaniole și mareșalul Tallard, de-a lungul Rinului - făcându-i să creadă că ținta lui era Alsacia sau Mosela, mai departe spre nord. Cu toate acestea când Electorul de Bavaria a fost informat pe 5 iunie despre marșul lui Marlborough din Țările de Jos, el a prezis corect că ținta reală a aliaților era Bavaria.

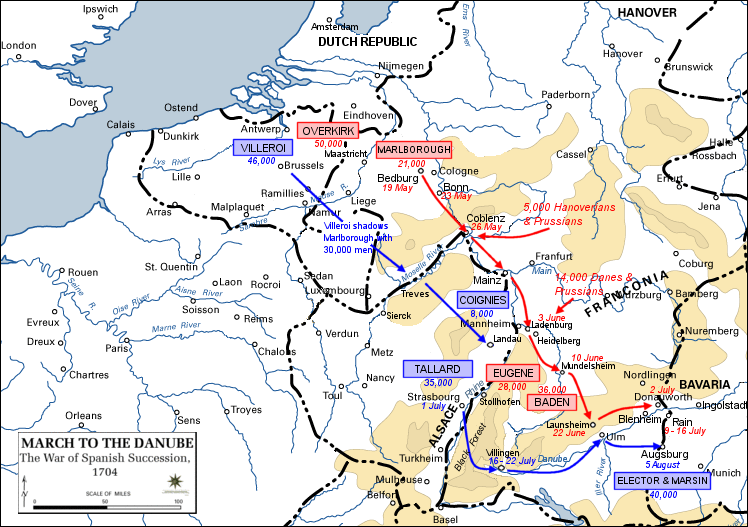
Marşul Ducelui de Marlborough de la Bedburg (lângă Köln) până la Dunăre. Marşul său a fost o capodoperă de înşelăciune, planificare meticuloasă şi organizare

Împăratul Sfântului Imperiu Roman Leopold I dorea ca Electorul de Bavaria să se alăture Marii Alianțe, după ce acesta se aliase cu Ludovic al XIV-lea înainte de război. Având în vedere această duplicitate, Ducele de Marlborough  a considerat că cea mai bună metodă de a asigura trecerea Bavariei de partea Marii Alianțe era aceea de a negocia dintr-o poziție de forță prin invadarea teritoriilor Electorului de Bavaria, sperând astfel să-l convingă să treacă de partea Marii Alianțe înainte de sosirea întăririlor. Pe 22 iunie armata lui Marlborough s-a unit cu forțele imperiale ale Margrafului de Baden la Launsheim: la sfârșitul lunii iunie forța lor totaliza aproape 80000 de oameni. Armata franco-bavareză a campat la Ulm și era inferioară numeric armatei aliaților. O mare parte a trupelor sale era împrăștiată în garnizoanele de pe teritoriul Bavariei, dar poziția lui era departe de a fi disperată: dacă ar reuși să reziste o lună, Tallard ar sosi cu întăriri franceze de pe Rin. După ce aliații și-au unit forțele, Electorul de Bavaria și mareșalul Marsin și-au mutat armata de 40000 de oameni în tabăra fortificată dintre Dillingen și Lauingen, pe malul de nord al Dunării. Comandanții aliați - care nu doreau să atace o poziție aproape inexpugnabilă - au ocolit Dillingen prin nord trecând prin Balmershofen și Armerdingen îndreptându-se spre Donauwörth. Dacă ar reuși să captureze capul de pod de la Donauwörth ar oferii noi comunicații cu statele prietenoase din Germania prin Nördlingen și Nürnberg și își vor asigura un loc bun de trecere pentru aprovizionare când aliații se vor afla în sudul râului.

## Preludiul
Înnălțimile Schellenbergului dominau orizontul la nord-est de Donauwörth. Cu un flanc protejat de dealul cu pădurea Boschberg, deasă și impenetrabilă și la sud și vest protejată de râul Wörnitz și mlaștini, Schellenberg oferea o poziție privilegiată pentru orice apărător. Cu toate acestea vârful de formă ovală cu diametrul de un kilometru, era plat și deschis și era apărat de un vechi fort neglijat și aproape în ruină, construit de regele suedez Gustav Adolf în timpul războiului de treizeci de ani. În cazul unui atac neașteptat asupra bastioanelor, șanțul era destul de complet pe partea de est de la malurile Dunării până la dealul împădurit, dar în secțiunea scurtă dintre pădure și fort - unghiul în care va ataca Marlborough - terasamentele fuseseră făcute în grabă. 
În 1703 mareșalul Villars îl sfătuise pe Maximilian, Electorul de Bavaria să își consolideze orașele și "mai ales Schellenberg, fortul de deasupra lui Donauwörth, despre importanța căruia ne-a învățat regele Gustav". În ciuda acestui sfat, Electorul de Bavaria, ale cărui relații cu Villars nu erau tocmai cordiale, a ignorat repararea și consolidarea apărării de pe înălțimile Schellenberg. Dar când Maximilian, Elector de Bavaria a realizat că Schellenberg va fi atacat, l-a însărcinat pe Jean Baptiste, Conte de Arco, un ofițer din Piemont, să consolideze apărarea orașului.

## Manevrele inițiale

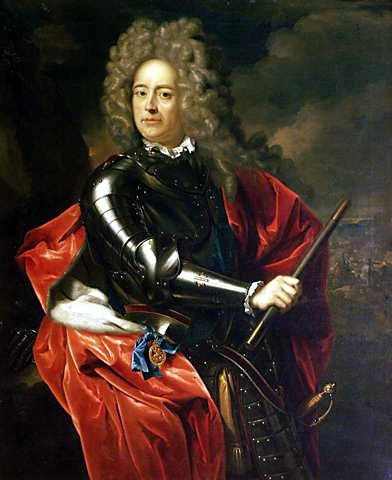
Ducele de Marlborough (1650-1722) de Sir Godfrey Kneller. Marlborough era în favoarea unui atac imediat, în timp ce margraful de Baden ar fi preferat un asediu prelungit.

În noaptea dintre 1 și 2 iulie în tabăra aliaților de lângă Amerdingen, la 24 de kilometri de Donauwörth, Ducele de Marlborough primește un mesaj urgent de la Prințul Eugen de Savoia prin care-l informa că mareșalul Tallard se îndrepta cu o forță de 35000 de oameni prin Pădurea Neagră pentru a consolida trupele mareșalului Ferdinand de Marsin și ale Electorului de Bavaria de pe Dunăre. Aceste noutăți îl conving pe Marlborough că un asediu prelungit era inutil și în ciuda protestelor Margravului de Baden care era de părere că un atac direct ar face mai multe victime, ducele plănuiește atacul imediat.
Știind că inamicul se afla la Amerdingen, generalul de Arco era conștient că dispunea doar o zi și o noapte pentru a-și consolida apărarea.
La ora 3, în dimineața de 2 iulie, trupele aliate și-au început marșul spre Donauwörth și înălțimile Schellenberg. Marlborough a supravegheat personal avansul forței de atac de 5850 de grenadieri împărțită în batalioane de aproximativ 130 de soldați. Această forță cu un suport de 32 de escadrile era controlată de generalul olandez Johan van Goor Wigand. În spatele acestora se aflau 8 batalioane britanice, olandeze, Hanovra și Hesse comandate de Henry Lumley și 35 de escadroane de cavalerie și dragoni olandezi și britanici ai contelui Reynard van Hompesch. Margraful de Baden mărșăluia într-un ritm mai lent în spatele avangardei lui Marlborough. În total aliații au implementat 22000 de oameni în această acțiune. Marlborough a observat personal pregătirile inamicului care aștepta sosirea trupelor Electorului  a doua zi. Nu mai era timp de pierdut. Cu toate acestea Marlborough mai avea la dispoziție 12 ore de lumină, iar oamenii săi se luptau încă cu noroiul la mile depărtare în spatele râului Wörnitz și nu putea să lanseze atacul înainte de ora 18, cu două ore înainte de lăsarea întunericului. În timp ce aliații mărșăluiau, lucrul la apărarea Schellenbergului și a Donauwörth-ului era luat în mod serios. Cu ajutorul inginerilor francezi, Arco a început să consolideze și să repare 3.2 kilometri de fortificații vechi care conectau fortul regelui Gustav de Dunăre pe de o parte și zidurile orașului pe de altă parte. Un comandant francez aflat în serviciul bavarez și cronicar al perioadei, Jean Martin de la Colonie, mai târziu a scris: "Timpul rămas pentru noi a fost prea scurt pentru a completa lucrul în mod satisfăcător".
Cavaleria aliaților a început să apară în jurul orei 8, urmată de infanterie. La ora 10, intendentul-general a lui Marlborough, William Cadogan, a început să marcheze terenul pentru construirea taberei, pe partea râului Wörnitz, pentru a da impresia că intenționau un asediu pe îndelete. Contele de Arco, văzând preparativele lui Cadogan, mușcă momeala și părăsește supravegherea lucrărilor de întărire incomplete, pentru a lua masa de prânz la Donauwörth cu colonelul DuBordet, fiind sigur că vor avea la dispoziție restul zilei și toată noaptea pentru a termina lucrările. Cu toate acestea coloanele și-au continuat marșul, traversând râul Wörnitz cu intenția de a lansa un atac imediat. Aliații au fost reperați de avanposturile bavareze, care după ce au văzut focurile de la Berg și cătunele din jur, s-au grăbit să sune alarma. Contele Arco și-a întrerupt prânzul și a plecat în grabă la Schellenberg și și-a chemat oamenii la arme.

## Bătălia

### Primul asalt al lui Marlborough

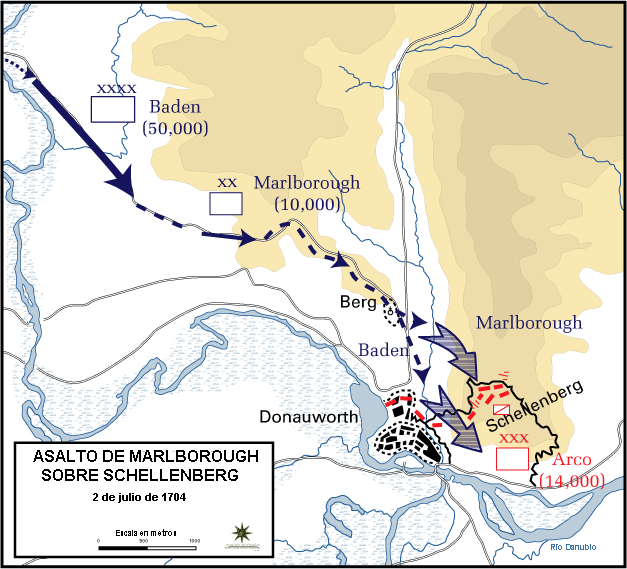
Asaltul lui Marlborough la Schellenberg. În 800 de ani de istorie, doar regele Gustav Adolf a reușit să cucerească Schellenberg în timpul războiului de treizeci ani

Marlborough știa că un atac frontal la Schellenberg îl va costa multe vieți, dar era convins că era singura modalitate de a cucerii rapid orașul: dacă nu-l cucerea până la căderea nopții, nu-l va cucerii niciodată - apărarea va fi prea puternică, iar armata franco-bavareză principală care se grăbea de la Dillingen spre Donauwörth, ar sosi să apere poziția. O femeie dragon (deghizată în bărbat) Christian Welsh, și-a amintit: "avangarda noastră a sosit lângă fortificațiile inamicului doar după-amiază, cu toate acestea Ducele de Marlborough a ordonat generalului olandez Goor să atace cât mai curând posibil, pentru a nu le da timp bavarezilor să devină mai puternici". La ora 17, ca un preliminar al atacului, comandantul artileriei lui Marlborough, colonelul Holcroft Blood, a deschis focul asupra inamicului dintr-o poziție în apropiere de Berg. Tunurile lui Arco ripostau la fiecare salvă de tun a aliaților.
Contele de Arco comanda acum grenadierii francezi, pregătit să acopere orice lacune ale apărării la momentul potrivit. Cu toate acestea din cauza platitudinii poziției, oamenii săi aveau o protecție limitată în fața armelor aliaților. Această expunere a fost observată de colonelul Blood, care și-a concentrat focul asupra oamenilor lui Jean Martin de la Colonie. La Colonie își amintea: "Ei și-au concentrat focul asupra noastră și după prima salvă de tun contele de la Bastide a fost ucis și aveam hainele acoperite de creier și sânge". În ciuda faptului că pierduse cinci ofițeri și 80 de grenadieri înainte de a trage un foc, La Colonie a găsit că era necesar să-și păstreze poziția. Era timp suficient înainte de căderea nopții pentru a lua cu asalt poziția dinspre partea de nord (în special cea mai abruptă parte în nordul fortului regelui Gustav), dar insuficient timp pentru a dezvolta un atac simultan pe partea opusă. Un atac disperat are loc în jurul orei 18. Această forță de 80 de grenadieri englezi condusă de vicontele Mordaunt și colonelul Richard Munden a fost concepută pentru a atrage focul inamic și a permite astfel comandanților aliați să găsească punctele puternice ale apărării. "Rapiditatea mișcărilor lor împreună cu urletele lor erau cu adevărat înfricoșătoare", și-a amintit La Colonie, care pentru a acoperi zgomotul a ordonat bateristului să bată de încărcare, astfel ca urletele atacanților să nu aibă un efect negativ asupra oamenilor săi. Aliații au devenit ținte ușoare în fața muschetelor și a grenadelor de mână aruncate în josul pantei de către franco-bavarezi. Fiecare soldat aliat poartă cu el stăvilare pentru a acoperi șanțurile de apărare. Cu toate acestea stăvilarele sunt aruncate din greșeală peste un șanț făcut de ploile recente și nu peste șanțul apărării care se afla cu 50 de metri mai în față. În ciuda acestei erori, aliații își continuă atacul și întâlnesc rândurile bavarezilor cu care se angajează într-o luptă corp la corp sălbatică. În spatele apărării, garda Electorului de Bavaria și oamenii lui La Colonie au dus greul atacului astfel încât: "micul parapet care separa cele două forțe a devenit scena celei mai sângeroase lupte ce putea fi imaginată". Forțele anglo-olandeze nu reușesc să penetreze apărarea și sunt nevoite să se întoarcă în liniile lor. Generalul Van Goor, care a condus atacul, a fost una dintre victimele atacului.

### Al doilea asalt al lui Marlborough

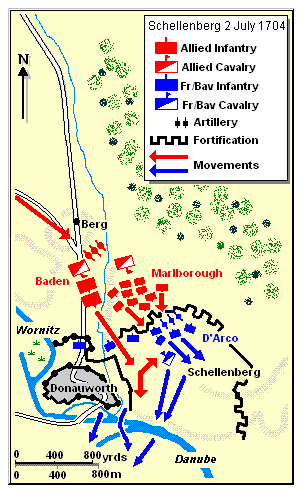
2 iulie 1704 Forţele lui Marlborough sunt respinse de două ori în atacul de la Schellenberg, înainte de a ataca flancul stâng al apărării franco-bavareze între oraş şi deal.

Al doilea atac nu s-a bucurat de mai mult succes. Comandanții aliați sunt nevoiți să-și conducă personal oamenii sub ploaia focului inamic. Anglo-olandezii lasă și mai mulți morți și răniți pe palisada inamicului, printre care mareșalul de Limbur-Styrum care a condus al doilea atac. În cele din urmă rup rândurile și într-o confuzie totală sunt împinși din nou jos pe deal. Grenadierii bavarezi, exuberanți, își părăsesc pozițiile și încep să-i urmărească pe atacanți cu baionetele. Doar sosirea tempestivă a cavaleriei engleze previne un colaps total și îi forțează pe bavarezi să se întoarcă la liniile lor. 

### Atacul Margrafului de Baden

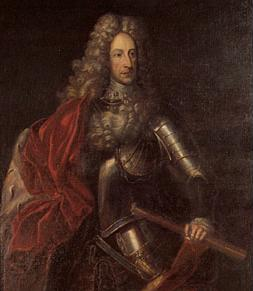
Margraful Louis William de Baden (1655-1707). Atât Baden cât şi Marlborough au considerat bătălia drept o victorie personală.

În acest moment, după două atacuri eșuate, Marlborough este informat că apărarea flancului stâng care lega zidurile orașului de parapetul de pe deal, era foarte slabă și vulnerabilă (atacurile lui Marlborough, au atras oamenii lui de Arco în alte părți ale cetății). Alt comandant aliat, Margraful de Baden (care intrase în luptă la o jumătate de oră după Marlborough), observase de asemenea această ocazie și se grăbea cu grenadierii săi pentru a ataca acolo unde apărarea era slabă. În acest moment critic, comandantul garnizoanei Donauwörth și-a retras oamenii în interiorul orașului și a închis porțile. Prin urmare se putea trage doar asupra zidurilor sale. Trupele Margrafului de Baden, susținute acum și de opt batalioane ale Ducelui de Marlborough, au învins cu ușurință cele două batalioane și puțina cavalerie care apărau încă zona dintre Schellenberg și oraș. Înțelegând pericolul, Arco se grăbește să se ralieze cu dragonii săi francezi ținuți în rezervă în spatele dealului, pentru a încerca să-i oprească pe atacanți. Cu toate acestea, trei companii de grenadieri ale Margrafului de Baden, își concentrează atacul asupra lor forțându-i să se retragă. Această acțiune l-a îndepărtat pe Arco de forța sa principală, dar acesta continuă să reziste cu înverșunare pe creasta dealului. Apoi comandantul franco-bavarez se îndreaptă spre Donauwörth, unde după La Colonia "a avut unele dificultăți pentru a intra din cauza reticenței comandantului de a-i deschide porțile".
Conștient că trupele imperiale au străpuns apărarea la Schellenberg, Marlborough a lansat un al treilea atac. De data aceasta atacatorii au format un front mai larg forțându-i pe oamenii lui Arco să se răspândească, reducând astfel eficacitatea muschetelor și grenadelor lor. Apărătorii, inclusiv La Colonie (fără să știe că imperialiștii făcuseră o breșă în flancul drept și că Arco se retrăsese la Donauwörth) erau încă încrezători în capacitatea lor de a respinge inamicul - "am rămas la posturile noastre, focul nostru era constant și inamicul sub control". Nu după mult timp însă forțele franco-bavareze ce luptau pe deal au devenit conștiente de apropierea infanteriei Margrafului de Baden din direcția orașului. Mulți dintre ofițeri au crezut inițial  că trupele ce se apropiau erau întăriri din garnizoana lui DuBordet din Donauwörth, dar curând a devenit evident că acestea erau trupele Margrafului.
Depășiți numeric, apărătorii Schellenbergului au rezistat două ore, dar sub presiunea trupelor lui Marlborough și ale Margrafului au cedat. Panica s-a răspândit în rândurile armatei franco-bavareze: Marlborough a dezlănțuit 35 de escadroane în urmărirea fugarilor. Un pod de pontoane s-a rupt sub greutatea lor, iar mulți soldați s-au înecat în apele Dunării.

## Consecințe
Bătălia de la Schellenberg a reprezentat o victorie majoră pentru Marea Alianță. Ea le-a asigurat un punct de trecere peste Dunăre și o bază de aprovizionare pentru armata lui Marlborough. A permis de fapt aliaților să-și continue activitatea în Bavaria în 1704. Bătălia a durat ore și a făcut 13000 de victime. Distrugerea corpului lui Arco a semănat îndoieli profunde cu privire la capacitatea forțelor franco-bavareze de a se opune înaintării aliaților. Contele Arco și marchizul Maffei vor participa la bătălia de la Blenheim.
Din cele 22000 de trupe aliate angajate în luptă, 5000 au devenit victime. Printre cei decedați au fost șase general-locotenent, patru generali, 28 de generali de brigadă, colonei și locotenent-colonei, ceea ce reflectă pozițiile expuse ale ofițerilor de rang înalt, deoarece și-au condus oamenii în toate acțiunile. În nici o acțiune a Războiului de Succesiune Spaniol nu au murit așa de mulți ofițeri superiori. Victoria a permis aliaților capturarea tuturor steagurilor regimentelor lui La Colonia, tunurilor și munițiilor de la Schellenberg și o pradă bogată. Cu toate acestea, numărul mare de victime a provocat consternare în Marea Alianță. La Haga olandezii au scos o monedă nouă, care-l figura pe o parte pe Margraful de Baden, dar nu era nici o mențiune despre Ducele de Marlborough. Cu toate acestea, împăratul Leopold i-a scris personal Ducelui de Marlborough: "Nimic nu poate fi mai glorios decât rapiditatea cu care...ai forțat tabăra inamicului la Donauwörth".
Colonelul DuBordet a abandonat orașul în acea noapte. Electorul de Bavaria care sosise cu întăriri, a ajuns la timp pentru a asista la masacrul celor mai bune trupe ale sale. S-a retras cu garnizoanele sale în spatele Lech-ului, aproape de Augsburg.
Marlborough nu a profitat pentru a ataca Munchen sau Augsburg deoarece nu avea în dotare tunuri de asediu. După Schellenberg nici un comandant aliat nu a atacat frontal un oraș. Rain am Lech, la 11 kilometri de Donauwörth va ceda după un lung asediu pe 16 iulie - din cauza lipsei de arme grele și muniții promise de Imperiu, dar nelivrate la timp.

## Devastarea Bavariei

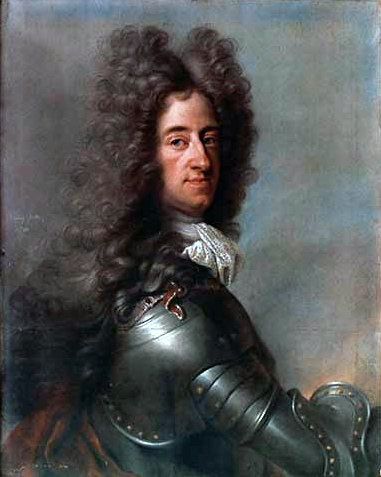
Maximilian al II-lea Emanuel, Elector de Bavaria (1662-1726) a jucat un rol important împotriva Franței în timpul războiului de nouă ani, dar a trecut de partea Regelui Soare înainte de izbucnirea Războiului Succesiunii Spaniole. În ciuda faptului că fusese căsătorit cu fiica împăratului Leopold I, a rămas fidel Regelui Soare

În luna iulie Marlborough și-a trimis trupele în raiduri de distrugere a mediului rural al Bavariei cu scopul de a-l provoca la un conflict armat pe Electorul de Bavaria înainte de sosirea întăririlor mareșalului Tallard sau de a-l face să treacă de partea Marii Alianțe. Arderea satelor și distrugerea culturilor a provocat sărăcia în rândurile populației, ceea ce a făcut-o pe soția Electorului, Theresa Kunegunda Sobieska, să-l implore să treacă de partea Marii Alianțe. Împăratul Leopold I a dorit de asemenea să-l ajute și i-a oferit o amnistie și indemnizații pentru repararea teritoriului său. Deși Electorul Maximilian a oscilat oarecum în fidelitatea lui pentru Regele Soare, a decis să continue lupta împotriva împăratului Leopold și a Marii Alianțe când a aflat de sosirea iminentă a lui Tallard în fruntea a 35000 de oameni. Marlborough și-a intensificat politica de devastare pe teritoriul Bavariei. Pe 16 iulie îi scria prietenului său Anthonie Heinsius: "Noi avansăm acum în inima Bavariei pentru a distruge țara și a-l obliga pe Elector într-un fel sau altul la un acord".
Pe 5 august cei trei comandanți imperiali Marlborough, Margraful de Baden și Eugen de Savoia s-au întâlnit pentru a planifica următoarea mișcare. Planul Margrafului de a asedia Ingolstadt pe Dunăre a fost primit cu entuziasm de către ceilalți doi lideri (în ciuda inferiorității numerice). În cele din urmă armata alianței se va confrunta cu coaliția franco-bavareză lângă satul Blindheim pe Dunăre. Lupta, care a avut loc pe 13 august, este cunoscută în istorie ca Bătălia de la Blenheim sau în unele țări Bătălia de la Höchstädt (1704.

## Legături externe
- en Bătălia de la Schellenberg Arhivat în 15 ianuarie 2015, la Wayback Machine.